# إنفينيتي كيو 45
إنفينيتي كيو 45 هي سيارة من صناعة إنفينيتي أنتجت في 1989 وتوقف إنتاجها في 2006.

## وصلات خارجية
- الموقع الرسمي